# هيلاري همينغوي
هيلاري همينغواي (بالإنجليزية: Hilary Hemingway)‏ هي كاتِبة وكاتبة سيناريو أمريكية، ولدت في 1961.

## وصلات خارجية
- هيلاري همينغوي على موقع IMDb (الإنجليزية)